# Jüdischer Friedhof (Kleinheubach)
Der Jüdische Friedhof Kleinheubach im unterfränkischen Kleinheubach, einem Markt im Landkreis Miltenberg, liegt nordwestlich von Kleinheubach und ist 28 Ar groß.

## Geschichte
Der älteste bekannte Nachweis von Juden in Kleinheubach stammt aus dem Jahr 1326.
Vor der Anlage des Friedhofs im Jahr 1730 wurden die verstorbenen Juden von Kleinheubach auf dem jüdischen Friedhof in Michelstadt beigesetzt. Auf dem Kleinheubacher Friedhof fanden auch verstorbene Mitglieder der jüdischen Gemeinden von Erbach (Odenwald/Hessen), Laudenbach (bei Klingenberg) und Miltenberg ihre letzte Ruhe.
Der alte und der neue Teil des Friedhofs stehen rechtwinklig zueinander.